# Gesellschaft für Pädiatrische Allergologie und Umweltmedizin
Die Gesellschaft für Pädiatrische Allergologie und Umweltmedizin (GPA) ist eine wissenschaftliche Fachgesellschaft, deren Zweck die Förderung der Fort- und Weiterbildung zur Erkennung und Behandlung von allergischen und umweltmedizinischen Erkrankungen im Kindes- und Jugendalter und der dazu notwendige Forschung und Wissenschaft ist. Die GPA ist Mitglied der Arbeitsgemeinschaft der Wissenschaftlichen Medizinischen Fachgesellschaften (AWMF).

## Aufgaben
Die GPA widmet sich vor allem folgenden Themen:
- Erarbeitung von Qualitätsstandards und Maßnahmen zur Qualitätskontrolle für die pädiatrische Allergologie und Umweltmedizin;
- Entwicklung und Verbreitung von gesundheitspolitischen Stellungnahmen und medizinischen Leitlinien;
- Erarbeitung von pädiatrisch-allergologischen und umweltmedizinischen Weiterbildungsinhalten im Rahmen der (Muster-)Weiterbildungsordnung;
- Initiierung von wissenschaftlichen Projekten und Beteiligung an Forschungsprojekten, Erstellung von wissenschaftlichen Publikationen
- Koordinierung und Organisation allergologischer und umweltmedizinischer Fort- und Weiterbildung für Kinder- und Jugendärzte;
- Interessenvertretung regionaler Arbeitsgemeinschaften auf Bundesebene, insbesondere in der Zusammenarbeit mit gesundheitspolitischen Entscheidungsgremien, z. B. Bundesärztekammer, Krankenkassen, Kassenärztliche Bundesvereinigung.
- Aufklärung und Informationen über allergische und umweltmedizinische Erkrankungen im Kinders und Jugendalter zur Förderung des öffentlichen Gesundheitswesens und der öffentlichen Gesundheitspflege in diesem Bereich.
- Koordinierung der Forschungsförderunganderen Organisationen
- Zusammenarbeit mit anderen Organisationen.

## Organisation
Laut Satzung gehören der GPA vier regionale pädiatrische allergologisch/pneumologischen Arbeitsgemeinschaften an:
- Arbeitsgemeinschaft Pädiatrische Allergologie und Pneumologie Süd (AGPAS)[3]
- Arbeitsgemeinschaft Pädiatrische Pneumologie und Allergologie (APPA)[4]
- Norddeutsche Arbeitsgemeinschaft Pädiatrische Pneumologie und Allergologie e.V (nappa)[5]
- Westdeutsche Arbeitsgemeinschaft für Pädiatrische Pneumologie und Allergologie (WAPPA)[6]

Diese vier Arbeitsgemeinschaften beschäftigen sich seit Jahrzehnten mit der Fort- und Weiterbildung von Kinder- und Jugendärztinnen und -ärzten in allergologischer, pneumologischer und umweltmedizinischer Diagnostik und Therapie. Jedes Mitglied einer Arbeitsgemeinschaft ist mittelbares Mitglied der Gesellschaft für Pädiatrische Allergologie und Umweltmedizin. 
Die GPA ist eine assoziierte Arbeitsgemeinschaft der Deutschen Gesellschaft für Kinder- und Jugendmedizin.

## Veröffentlichungen
Die Gesellschaft veröffentlicht Stellungnahmen zu Vorgehensweisen, Maßnahmen und Standards in ihrem Fachgebiet. Hierzu gehören auch medizinische Leitlinien.
Seit 1998 ist die GPA Herausgeber der vierteljährlich erscheinenden Zeitschrift Pädiatrische Allergologie in Klinik und Praxis. Zu zentralen Themen werden Sonderhefte herausgegeben.

## Veranstaltungen
Die GPA und ihrer Arbeitsgemeinschaften veranstalten Tagungen und Fortbildungsveranstaltungen für die Ärzteschaft, für Medizinische Fachangestellt und für Pflegekräfte. Gemeinsam mit anderen Gesellschaften wird jährlich der „Deutsche Allergiekongress“ veranstaltet.

## Preise und Auszeichnungen
Die GPA vergibt folgende Preise und Auszeichnungen:
- Förderpreis Pädiatrische Allergologie für Einzelpersonen oder Gruppen, die sich in herausragender Weise um die Verbesserung der Situation allergiekranker Kinder bemühen[12]
- Lucie Adelsberger Medaille in Erinnerung an die Kinderärztin/Internistin und pädiatrische Allergologin Dr. Lucie Adelsberger erinnern. Die GPA vergibt die Lucie Adelsberger Medaille für hervorragende Leistungen im Gebiet der pädiatrischen Allergologie in wissenschaftlicher, ärztlicher und gesellschaftlicher Hinsicht.[13]

## Geschichte
Die Fachgesellschaft wurde als „Gesellschaft für Pädiatrische Allergologie“ im März 1996 von den Gründungsmitgliedern Carl-Peter Bauer, Wolfgang Leupold, Ernst Rietschel und Jürgen Seidenberg ins Leben gerufen. Die Gesellschaft entstand durch den Zusammenschluss der vier bestehenden regionalen allergologischen Fachgesellschaften AGPAS, APPA, nappa und WAPPA. 1998 erfolgte die Umbenennung in „Gesellschaft für Pädiatrische Allergologie und Umweltmedizin“. Seit 2021 ist die GPA Mitglied der AWMF.